# تاکیگاوا توموتاکا
تاکیگاوا توموتاکا (به ژاپنی: 滝川 具挙 たきがわ ともたか)، یک هاتاموتو (ملازم سامورایی) و در اواخر دوره ادو، بود. نام کوچک او توموساتو بود. او معمولاً با نام سابورو-شیرو شناخته می‌شد. رتبه رسمی او رتبه پنجم جوان، درجه پایین و فرماندار هاریما بود.
او به عنوان چهره‌ای محوری در کنار شوگون‌سالاری سابق در جریان وقوع جنگ بوشین شناخته می‌شود.